# Go-Go Boots (álbum)
Go-Go Boots es el noveno álbum de la banda estadounidense de rock Drive-By Truckers, lanzado por primera vez el 14 de febrero de 2011 en PIAS Recordings. Materializado por el productor discográfico David Barbe, se grabó durante 2009 y 2010, al mismo tiempo que las sesiones del álbum anterior de la banda "The Big To-Do" (2010). Tras su lanzamiento, "Go-Go Boots" recibió críticas positivas de la mayoría de los comentaristas del periodismo musical.

## Antecedentes
La mayor parte del álbum se grabó en tres bloques de sesiones durante 2009. Las 25 canciones resultantes de estas sesiones se dividieron entre The Big To-Do y su continuación Go-Go Boots. Después del lanzamiento de The Big To-Do, la banda continuó trabajando y retocando el álbum en 2010, grabando finalmente cinco canciones más para Go-Go Boots durante este período. El disco se convirtió en el octavo álbum de Drive-By Truckers producido por David Barbe, y es el octavo LP de Drive-By Trucker con ilustraciones diseñadas por Wes Freed.
El álbum fue lanzado en los Estados Unidos el 15 de febrero por ATO Records y en Europa el 14 de febrero de 2011 por PIAS Recordings. El primer sencillo del álbum, "The Thanksgiving Filter" (con "Used To Be A Cop" como cara b) fue lanzado como vinilo de edición limitada el 26 de noviembre de 2010.

## Música
El álbum amplía las influencias country y soul del trabajo anterior de la banda. Phil Mongredien de The Observer escribió que "la influencia de Aretha Franklin y Otis Redding ocasionalmente ilustra su fusión country/rock sureño [...] con un puñado de florituras inspiradas en el soul de los 60". El guitarrista y líder de la banda, Patterson Hood, describió el trabajo como su "álbum más diferente y con el sonido más Muscle Shoals". La banda grabó dos versiones de temas del artista Eddie Hinton de Muscle Shoals para el álbum. La bajista Shonna Tucker canta "Where's Eddie" de Hinton, mientras que Hood interpreta "Everybody Needs Love".
Sobre el contenido del álbum, Hood comentó en una carta a los fans, "Si The Big To-Do fuera una película de acción y aventuras de verano (aunque con algunas corrientes subterráneas inteligentes y oscuras), este disco es un film de cine negro". Según Michael Hann de The Guardian, los temas del álbum se centran en que "las vidas se tornaron amargas; [...] lo que se baraja alrededor del sur profundo". Andy Gill de The Independent escribió sobre sus temas y personajes que "los inquietantes protagonistas de canciones como 'Ray's Automatic Weapon' y 'Used to Be a Cop' son capturados en la cúspide de la catástrofe, al final de su destino, mientras que la comezón adúltera provocada por las botas de una bailarina en la canción principal se eriza con presagios de recriminación".

## Recepción

### Respuesta crítica
"Go-Go Boots" recibió valoraciones positivas de la mayoría de los críticos musicales. En Metacritic, que asigna una calificación normalizada de 100 a los omentarios de los principales críticos, el álbum recibió una calificación media de 78, basada en 25 críticas, lo que indica "críticas generalmente favorables". El editor de Allmusic, Mark Deming, elogió sus temas noirish, declarando "El arte de Patterson Hood y la composición de Mike Cooley es tan fuerte como siempre, dibujando personajes creíbles y dándoles vidas con un sentido dramático". Deming notó un "impresionante sentido de dinámica" en la música de la banda y comentó que "Hay momentos en los que Go-Go Boots recuerda a Exile on Main St., otro álbum que recuerda mucho de la sensación y la forma en que los músicos tocan". El comentarista de Rolling Stone Jody Rosen describió el álbum como "una revisión desigual del soul sureño clásico" y declaró "Es un ligero cambio del habitual country alternativo musculoso de DBT, pero el resto es familiar: una gran narración [...] articulada sobre coros que se alojan en tu cráneo". Sean McCarthy de PopMatters lo vio como una mejora con respecto a su álbum anterior, The Big To-Do, afirmando que "las declaraciones no son tan bulliciosas, el estado de ánimo es más consistente y los personajes que ocupan las canciones están más desarrollados". Peter Watts de Uncut elogió que la banda "escribiera historias absorbentes de personajes de un pueblo pequeño y les pusiera música estridente que reafirma la vida", calificándola de "un asunto más moderado, un guiso de alma country poblado por ex policías inquietantes, estrellas de cine frustradas, predicadores asesinos de esposas y dulces ancianas".
Sin embargo, Jonathan Keefe de Slant Magazine criticó la composición de la banda y encontró las observaciones de Hood "literales y hechas con orejas de hojalata", escribiendo que "Go-Go Boots apunta a una vibración conmovedora e introspectiva, pero termina como el álbum más aburrido del catálogo de Truckers". Joseph Viney de Sputnikmusic escribió desfavorablemente sobre su estilo musical, afirmando que "La mayoría de las canciones mantienen el mismo tempo y poseen muy poca variedad". El escritor del Chicago Tribune, Greg Kot, comentó que "un poco más de variación hubiera sido bienvenida", pero le dio tres de cuatro estrellas y elogió sus "colores country y soul con sabor acústico". Stephen M. Deusner de Pitchfork vio el álbum como una desviación del "rock noise" de sus álbumes anteriores, "complaciendo a los seguidores country de [Mike] Cooley así como siguiendo las tendencias más acústicas de la banda". Deusner lo llamó "un registro más dinámico" que "The Big To-Do", y señaló "una mayor variedad de texturas, desde el paseo negro de 'Ray's Automatic Weapon' hasta la tensión de araña de 'Used to Be a Cop', uno de los mejores bocetos de personajes de Hood". En su guía para el consumidor de MSN Music, el crítico Robert Christgau escribió que "rechazaron el boogie, así que estamos seguros de obtener la letra" y comentó que "Cooley posee las mejores melodías y las mejores líneas rítmicas".

### Reconocimientos
Uncut colocó el álbum en el número 19 en su lista de "50 álbumes principales de 2011", mientras que Mojo colocó el álbum en el número 26.

## Listado de pistas
| N.º | Título                                        | Duración |  |
| 1.  | «I Do Believe»                                | 3:31     |  |
| 2.  | «Go-Go Boots»                                 | 5:36     |  |
| 3.  | «Dancin' Ricky»                               | 3:26     |  |
| 4.  | «Cartoon Gold»                                | 3:13     |  |
| 5.  | «Ray's Automatic Weapon»                      | 4:25     |  |
| 6.  | «Everybody Needs Love»                        | 4:35     |  |
| 7.  | «Assholes»                                    | 4:39     |  |
| 8.  | «The Weakest Man»                             | 3:19     |  |
| 9.  | «Used to Be a Cop»                            | 7:03     |  |
| 10. | «I Hear You Hummin’ (Vinyl Only Bonus Track)» | 3:41     |  |
| 11. | «The Fireplace Poker»                         | 8:14     |  |
| 12. | «Where’s Eddie»                               | 3:01     |  |
| 13. | «The Thanksgiving Filter»                     | 5:34     |  |
| 14. | «Pulaski»                                     | 4:24     |  |
| 15. | «Mercy Buckets»                               | 5:24     |  |

## Intérpretes y producción
Créditos de Go-Go Boots procedentes de Allmusic.
- David Barbe - bajo, ingeniero, mezclador, productor
- The Bottom Feeders - voz, coros
- Greg Calbi - masterización
- Colin Cargile - archivero, ingeniero de monitores
- Mike Cooley - banjo, guitarra acústica, guitarra eléctrica, voz
- Matt DeFilippis - ingeniero
- Wes Freed - portada
- Jay Gonzalez - acordeón, Hammond B3, piano, coros, Wurlitzer, sierra para cantar
- Lilla Hood - dirección de arte
- Patterson Hood - guitarra acústica, guitarra eléctrica, notas del trazador de líneas, voces, voces de fondo
- Craig Lieske - asistente
- Jack Logan - voz
- Brad Morgan - batería
- John Neff - dobro, guitarra, pedal steel, sitar, slide guitar
- John Salter - A&R
- Supertramp Sanchez - acordeón, solista
- Damon Scott - producción teatral
- Slantbar Johnny - comentarios
- Jason Thrasher - fotografía
- Shonna Tucker - bajo, piano, voz, coros
- Drew Vandenberg - ingeniero asistente

## Listas
| Listas (2011)                          | Mejor posición |
| -------------------------------------- | -------------- |
| Bélgica (Ultratop flamenca)            | 69             |
| Países Bajos (Album Top 100)           | 88             |
| Noruega (VG-lista)                     | 29             |
| Suecia (Sverigetopplistan)             | 43             |
| Reino Unido (UK Albums Chart)          | 58             |
| Estados Unidos (Billboard 200)         | 35             |
| Estados Unidos (Independent Albums)    | 8              |
| Estados Unidos (Top Rock Albums)       | 8              |
| Estados Unidos (Top Tastemaker Albums) | 4              |